# Liste der Baudenkmäler in Erkheim
Auf dieser Seite sind die Baudenkmäler in dem schwäbischen Markt Erkheim zusammengestellt. Diese Tabelle ist eine Teilliste der Liste der Baudenkmäler in Bayern. Grundlage ist die Bayerische Denkmalliste, die auf Basis des Bayerischen Denkmalschutzgesetzes vom 1. Oktober 1973 erstmals erstellt wurde und seither durch das Bayerische Landesamt für Denkmalpflege geführt wird. Die folgenden Angaben ersetzen nicht die rechtsverbindliche Auskunft der Denkmalschutzbehörde.

## Baudenkmäler nach Ortsteilen

### Erkheim
| Lage                                                 | Objekt                                      | Beschreibung | Akten-Nr.              | Bild                                |
| ---------------------------------------------------- | ------------------------------------------- | --- | ---------------------- | ----------------------------------- |
| Babenhauser Straße 11 (Standort)                     | Pfarrhaus                                   | Stattlicher, über hohem Sockelgeschoss zweigeschossiger Walmdachbau mit Blendbogennischen über den Erdgeschossfenstern und Eingang mit Architekturrahmung und vorgelegter Freitreppe, von Franz Xaver Striebel, 1929                    | D-7-78-136-22          | BW                                  |
| Babenhauser Straße 13 (Standort)                     | Katholische Pfarrkirche Maria Himmelfahrt   | pilastergegliederter Saalbau mit eingezogenem Chor und nördlichem Satteldachturm, Turm zwischen 1497 und 1500, Neubau 1697, Erweiterung 1930; mit Ausstattung                                                                           | D-7-78-136-1 Wikidata  | weitere Bilder                      |
| Günztalstraße 15 (Standort)                          | Ehemaliges Gasthaus zum Adler               | zweigeschossiger, giebelständiger Satteldachbau mit profiliertem Ortgang, 17./18. Jahrhundert. | D-7-78-136-2 Wikidata  | Ehemaliges Gasthaus zum Adler       |
| Marktstraße 14 (Standort)                            | Bauernhaus                                  | zweigeschossiger, giebelständiger Mittertennbau mit Satteldach und Giebelgesimsen, 18. Jahrhundert. | D-7-78-136-4 Wikidata  | weitere Bilder                      |
| Marktstraße 22 (Standort)                            | Ehemaliger Unterer Meierhof                 | Mittertennbau, zweigeschossiger, nach Westen abgewalmter Satteldachbau, 18. Jahrhundert Stadel, nach Westen abgewalmter Satteldachbau, 18. Jahrhundert                                                                                  | D-7-78-136-5 Wikidata  | weitere Bilder                      |
| Schlegelsberger Straße (beim Kapellenweg) (Standort) | Kapelle                                     | kleiner Rechteckbau mit dreiseitigem Schluss, 17. Jahrhundert; mit Ausstattung | D-7-78-136-11 Wikidata | weitere Bilder                      |
| Schlegelsberger Straße 7 (Standort)                  | Ehemaliger Zehentstadel                     | jetzt Wohnhaus, zweigeschossiger, giebelständiger Satteldachbau, bezeichnet 1762. | D-7-78-136-6 Wikidata  | Ehemaliger Zehentstadel             |
| Schlößlestraße 2 (Standort)                          | Evang.-Luth. Pfarrkirche St. Peter und Paul | Saalbau mit eingezogenem Chor und südlichem Satteldachturm, Turmunterbau romanisch, 1433; mit Ausstattung. | D-7-78-136-7 Wikidata  | weitere Bilder                      |
| Schlößlestraße 9 (Standort)                          | Keller des ehemaligen Schlosses             | Stichkappentonne mit Graten, 16./17. Jahrhundert, im Kellergeschoss der Apotheke. | D-7-78-136-8 Wikidata  | Keller des ehemaligen Schlosses     |
| Schlößlestraße 13, 15 (Standort)                     | Ehemaliger Oberer Meierhof                  | Zweigeschossiger, giebelständiger Satteldachbau mit Giebelgesimsen, 17./18. Jahrhundert; Stadel, Walmdachbau, 18. Jahrhundert | D-7-78-136-9           | weitere Bilder                      |
| Storchengasse 2 (Standort)                           | Ehemaliges evangelisches Mesnerhaus         | Mittertennbau, zweigeschossiger Satteldachbau mit verbretterten Giebelfeldern und schlichtem Bundwerk, Futterboden über dem Stall, Wohnteil im Kern 1683 (dendrochronologisch datiert), Ökonomie um 1852 (dendrochronologisch datiert). | D-7-78-136-10 Wikidata | Ehemaliges evangelisches Mesnerhaus |

### Arlesried
| Lage                                | Objekt                              | Beschreibung | Akten-Nr.              | Bild           |
| ----------------------------------- | ----------------------------------- | --- | ---------------------- | -------------- |
| Frickenhausener Straße 3 (Standort) | Evang.-Luth. Pfarrkirche St. Ursula | Saalbau mit eingezogenem Chor und nördlichem Satteldachturm, 1683, Chor 1472, Turm 17. Jahrhundert; mit Ausstattung | D-7-78-136-12 Wikidata | weitere Bilder |

### Dankelsried
| Lage                     | Objekt                                           | Beschreibung | Akten-Nr.              | Bild           |
| ------------------------ | ------------------------------------------------ | --- | ---------------------- | -------------- |
| Dankelsried 3 (Standort) | Gasthaus                                         | zweigeschossiger Walmdachbau, 18. Jahrhundert, modernisiert.                                                          | D-7-78-136-13 Wikidata | weitere Bilder |
| Dankelsried 4 (Standort) | Ehemaliges Badehaus des Memminger Unterhospitals | zweigeschossiger, lisenengegliederter Satteldachbau mit leicht angedeutetem Mittelrisalit im Norden, bezeichnet 1735. | D-7-78-136-14 Wikidata | weitere Bilder |

### Daxberg
| Lage                    | Objekt                                                                | Beschreibung | Akten-Nr.              | Bild           |
| ----------------------- | --------------------------------------------------------------------- | --- | ---------------------- | -------------- |
| Burgstraße 3 (Standort) | Reste des ehemaligen Burgstalls Oberdaxberg, in Bauernhaus integriert | tonnengewölbter Keller, Stadelmauer aus Nagelfluhquadern, mittelalterlich. | D-7-78-136-16 Wikidata | BW             |
| Kirchgasse 1 (Standort) | Katholische Filialkirche St. Nikolaus                                 | pilastergegliederter Saalbau mit eingezogenem Chor und südlichem Satteldachturm, Turm im Kern wohl spätmittelalterlich, Langhaus wohl 16./17. Jahrhundert, Chor und Langhauserhöhung um 1710; mit Ausstattung. | D-7-78-136-15 Wikidata | weitere Bilder |

### Knaus
| Lage             | Objekt                        | Beschreibung                                                                                             | Akten-Nr.              | Bild           |
| ---------------- | ----------------------------- | --- | ---------------------- | -------------- |
| Knaus (Standort) | Katholische Kapelle St. Maria | kleiner Rechteckbau mit halbrundem Schluss und Dachreiter mit Zeltdach, 1670 gestiftet; mit Ausstattung. | D-7-78-136-17 Wikidata | weitere Bilder |

### Lerchenberg
| Lage                     | Objekt                                    | Beschreibung | Akten-Nr.              | Bild                                      |
| ------------------------ | ----------------------------------------- | --- | ---------------------- | ----------------------------------------- |
| Lerchenberg 1 (Standort) | Ehemaliges Schloss des Ott zu Lerchenberg | Zweigeschossiger Satteldachbau, um 1555 dendrochronologisch datiert | D-7-78-136-18 Wikidata | Ehemaliges Schloss des Ott zu Lerchenberg |
| Lerchenberg 6 (Standort) | Ehemalige Ziegelei                        | Hauptgebäude, einen Ringofen und Schornstein von 1907 (gekürzt) einbeziehend, dreigeschossiger Ziegelbau mit Satteldach und Zwerchgiebeln, die Obergeschosse und Giebel in Fachwerk mit Ziegelausfachungen, 1921–28 neu umbaut und um Maschinenhalle und Transformatorenhaus erweitert; mit Teilen der technischen Ausstattung. | D-7-78-136-23          | BW                                        |

### Schlegelsberg
| Lage                        | Objekt                               | Beschreibung                                                                                   | Akten-Nr.              | Bild           |
| --------------------------- | ------------------------------------ | ---------------------------------------------------------------------------------------------- | ---------------------- | -------------- |
| Bei der Kirche 6 (Standort) | Katholische Filialkirche St. Stephan | Saalbau mit eingezogenem Chor und nördlichem Satteldachturm, 15. Jahrhundert; mit Ausstattung. | D-7-78-136-20 Wikidata | weitere Bilder |

## Ehemalige Baudenkmäler
In diesem Abschnitt sind Objekte aufgeführt, die früher einmal in der Denkmalliste eingetragen waren, jetzt aber nicht mehr. Objekte, die in anderem Zusammenhang also z. B. als Teil eines Baudenkmals weiter eingetragen sind, sollen hier nicht aufgeführt werden. Aktennummern in diesem Abschnitt sind ehemalige, jetzt nicht mehr gültige Aktennummern.

| Lage                                | Objekt                 | Beschreibung                               | Akten-Nr.              | Bild |
| ----------------------------------- | ---------------------- | ------------------------------------------ | ---------------------- | ---- |
| Erkheim Günztalstraße 17 (Standort) | Zugehöriger Stadel     | ehemaliger Mittertennbau, 18. Jahrhundert. | D-7-78-136-3 Wikidata  | BW   |
| Moosmühle Moosmühle 5 (Standort)    | Ausleger mit Girlanden | Anfang 19. Jahrhundert                     | D-7-78-136-19 Wikidata | BW   |